# Stein-Neukirch

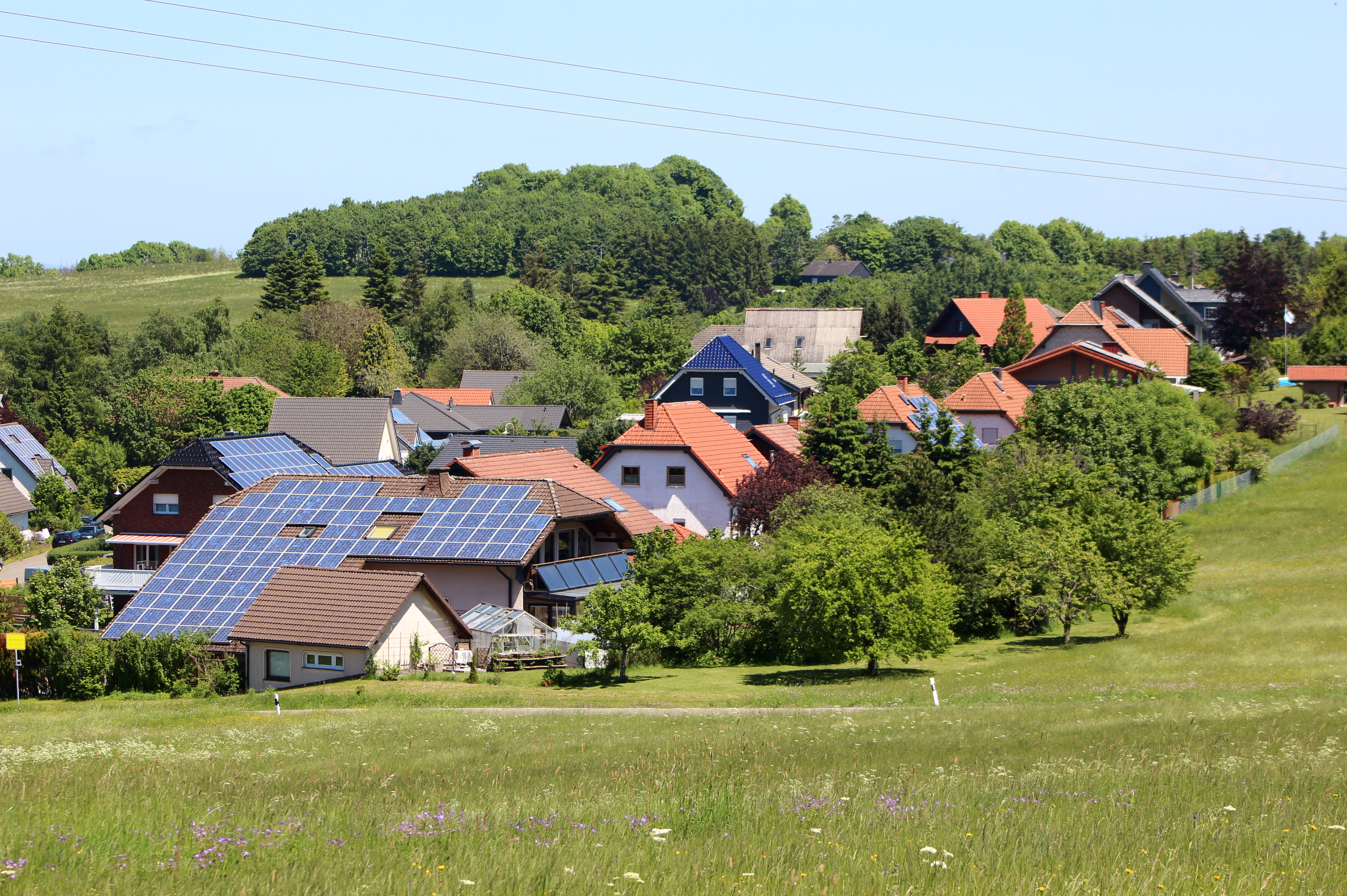
Ansicht von Stein

Stein-Neukirch ist eine Ortsgemeinde im Westerwaldkreis in Rheinland-Pfalz. Sie gehört der Verbandsgemeinde Rennerod an.

## Geographische Lage
Die Gemeinde Stein-Neukirch liegt im Westerwald zwischen Siegen im Norden und Limburg im Süden. Sie liegt 605 m ü. NN, womit sie die höchstgelegene Gemeinde des Westerwalds ist. Stegskopf und Salzburger Kopf sind mit 654 m und 653 m Höhe die Hausberge von Stein-Neukirch. Im Ortsgebiet entspringt die Schwarze Nister.
Nachbarorte sind im Uhrzeigersinn von Nord nach West:
- Emmerzhausen (Verbandsgemeinde Daaden-Herdorf, RLP)
- Lippe (Gemeinde Burbach, NRW)
- Liebenscheid (Verbandsgemeinde Rennerod, RLP)
- Bretthausen (Verbandsgemeinde Rennerod, RLP)
- Salzburg (Verbandsgemeinde Rennerod, RLP)
- Hof (Verbandsgemeinde Bad Marienberg, RLP)

## Geschichte
Der Ort bildete sich vermutlich an der Kreuzung zweier bedeutender Altstraßen, einer Nord-Süd-Route Route zwischen Siegen und Frankfurt, die in etwa dem heutigen Verlauf der Bundesstraße 54 entspricht, und einer Ost-West-Route zwischen Leipzig und Köln. Der Ortsname Stein und das Toponym Salzburger Kopf (von ahd. sal = Haus) deuten auf frühkarolingische Befestigungen hin.
Die Kirche im Ortsteil Neukirch ist 1231 erstmals nachweisbar und wird 1287 erstmals ausdrücklich erwähnt. Die „Neue Kirche“ fungierte ursprünglich als Trutz- und Wehrkirche. Es dürfte sich um eine Tochterkirche der Kirche in Herborn, dem Hauptort der Herborner Mark, gehandelt haben, was auf eine Errichtung im 11. oder 12. Jahrhundert hindeutet. Der Name legt nahe, dass der Ortsteil Stein zum Zeitpunkt der Kirchengründung bereits bestand. Später war die Kirche der Mittelpunkt eines der drei Kirchspiele der Herrschaft zum Westerwald. Zum Kirchspiel Neukirch gehörten im 16. und 17. Jahrhundert Bretthausen, Löhnfeld, Weißenberg und Liebenscheid, Stein und Neukirch sowie Willingen. Liebenscheid und Weißenberg wurden 1755 eine eigenständige Pfarrei. Kurz vor 1545 wurde die Reformation eingeführt und bis 1579 durchgesetzt. Die Kirchspielschule befand sich in Liebenscheid, war aber wohl häufig nicht besetzt. 1733 wird erstmals eine Winterschule in Neukirch erwähnt. Die Gemeinde Stein stellte 1769 ein eigenes Schulhaus fertig.
Zwischen 1258 und 1435 wurde Neukirch Gerichtsort für die Niedere Gerichtsbarkeit und damit neben Marienberg und Emmerichenhain, eine der Untergliederungen der Herrschaft zum Westerwald. Die Blutgerichtsbarkeit für die gesamte Herrschaft war spätestens 1645 nahe Stein angesiedelt. Von 1788 an kann der Salzburger Kopf mit Sicherheit als Blutgerichtsstätte angesprochen werden.
Wegen der Lage an den wichtigen Handelsrouten wird bereits 1543 erstmals ein Wirtshaus in Neukirch erwähnt. Von der Zollerhebung im Ort ist erstmals 1561 die Rede.
Die Kirche erhielt im 14. Jahrhundert einen Chor im gotischen Baustil. 1748 erfolgte eine umfassende Erneuerung des gesamten Bauwerks. 1813 brannte die Kirche nach einem Blitzschlag ab und wurde 1816 neu errichtet. Dabei wurde das Beinhaus abgerissen. Die Knochen aus diesem Gebäude traten 1962 bei Bauarbeiten an der Ostwand der Kirche wieder zu Tage.
Am 3. Juli 1799 vernichtete eine Feuersbrunst in Stein 21 Gebäude.
Der Zusammenschluss von Stein und Neukirch zu einer Gemeinde muss kurz vor 1818 stattgefunden haben.
Für Neukirch werden 1534 sechs Vogtleute und fünf Eigenleute als Einwohner genannt. 1563 ist von sechs Häusern die Rede, 1607 von vier Feuerstätten. Von 1641 bis 1650 war der Ort verlassen, wohl als Folge des Dreißigjährigen Kriegs. 1650 werden wieder zwei Einwohner genannt, 1684 zwei Häuser, 1738 fünf Feuerstätten, 1750 34 Einwohner und 1807 60 Einwohner. Für Stein werden 1534 17 Vogtleute und drei Eigenleute genannt. 1566 befanden sich im Ort 17 Häuser, 1607 elf Feuerstätten. 1641 war Stein nur noch von drei Familien bewohnt. 1684 werden acht Häuser genannt, 1738 35 Feuerstätten. Eine Gesamtzahl von Einwohnern in Stein wird erstmals 1782 mit 277 überliefert. Im Jahr 1818 werden Stein und Neunkirch erstmals zusammen mit 346 Einwohnern aufgeführt.
Im heutigen Gemarkungsgebiet befanden sich mehrere inzwischen wüst gefallene Orte: Königshofen lag rund 300 Meter südöstlich von Neukirch. Der Ort wird erstmals im Jahr 1300 erwähnt. 1566 sollen sich dort drei Häuser befunden haben. 1615 wird der Ort als unbewohnt bezeichnet. Bonenvelt, ebenfalls im Jahr 1300 ersterwähnt, lag an der Gemarkungsgrenze zu Willingen und war wohl 1589 bereits wüst. Altenhof befand sich an einem unbekannten Ort nahe Stein und wird 1440 erstmals genannt, war bei der Zweiterwähnung 1511 möglicherweise aber bereits wüst. Im Jahr 1440 verwüsteten die Grafen von Sayn in einer Auseinandersetzung mit Nassau-Beilstein mehrere Orte rund um Stein und Neukirch, von denen viele danach aufgegeben wurden. Für viele dieser Orte ist diese Fehde zugleich die erste heute bekannte Erwähnung. Das betraf das wohl an der Grenze zum Nachbarort Hof gelegene Winkelseß. Später kam es zu Auseinandersetzungen zwischen Hof und Stein um den Verbleib der einstigen Winkelseßer Gemarkung. 1681 wurde dieser Streit zu Gunsten von Stein entschieden. Von der Verwüstung 1440 war auch Neuendorf betroffen, das sich nordwestlich von Stein in der Nähe der Quelle der Schwarzen Nister befand, sowie Kühfeld, das 1300 erstmals erwähnt wurde und rund 1,7 Kilometer nördlich von Stein lag. Die Kühfelder Gemarkung wurde zwischen Stein und Neukirch aufgeteilt, wobei es über die genaue Verteilung mehrfach Auseinandersetzungen gab. Das Dorf Siegel wird um 1300 herum erstmals erwähnt. Sein genauer Ort und der Zeitpunkt des Wüstfalls lassen sich heute nicht mehr klären.

## Politik
| Name                | von  | bis  |
| ------------------- | ---- | ---- |
| Emil Schorn         | 1949 | 1965 |
| Albrecht Zimmermann | 1965 | 1969 |
| Paul Haas           | 1969 | 1984 |
| Edgar Schmidt       | 1984 | 1999 |
| Burkhard Künz       | 1999 | 2001 |
| Gerhard Haas        | 2001 | 2009 |
| Harry Menk          | 2009 | 2019 |

### Bürgermeister
Daniel Haas wurde am 2. Juli 2019 Ortsbürgermeister von Stein-Neukirch. Bei der Direktwahl am 26. Mai 2019 war er mit einem Stimmenanteil von 91,63 % für fünf Jahre gewählt worden. Bei der Direktwahl am 10. Juni 2024 wurde er mit einem Stimmenanteil von 68,60 % für fünf Jahre wieder gewählt.

### Wappen
| Wappen von Stein-Neukirch | Blasonierung: „Über silbernem Wellenfuß, darin wachsend eine aneinanderlehnende, schwarze, viersäulige Basaltgruppe, in Blau eine silberne Kirche mit rechtgesetztem Turm, drei schwarzen Fenstern, rotem Dach sowie spitzem, bekreuztem Turmhelm.“ |
| Wappen von Stein-Neukirch | Wappenbegründung: Es handelt sich um ein redendes Wappen: Die Basaltsäulen stehen für den Ortsteil Stein, die Kirche für den Ortsteil Neukirch. |

## Kultur und Sehenswürdigkeiten

### Sehenswürdigkeiten

Evangelische Kirche Neukirch

- Evangelische Kirche Neukirch

### Regelmäßige Veranstaltungen
- Bis 2015 fand traditionell am ersten Augustwochenende die Stein-Neukircher Kirmes statt. Der Neukircher Markt am Montag bildete regelmäßig den Abschluss der Kirmes und galt als besonderer Höhepunkt. Aufgrund der rückläufigen Besucherzahlen wurden Markt und Kirmes im Jahr 2015 zum letzten Mal ausgerichtet.

### Kulturdenkmäler
Siehe Liste der Kulturdenkmäler in Stein-Neukirch

## Verkehr/Anbindung
- Etwa 4,5 km nordöstlich der Gemeinde liegt der Flughafen Siegerland (IATA-Code: SGE), durch den gerade die umliegenden Unternehmen wirtschaftliche Vorteile genießen können. Der besondere Standort im Dreiländereck (Rheinland-Pfalz, Hessen und Nordrhein-Westfalen) verleiht dem Flughafen zusätzlich eine besondere Attraktivität.
- In unmittelbarer Nähe des Ortes kreuzen sich die Bundesstraßen B 54, die Limburg an der Lahn mit Siegen verbindet und die B 414, die von Driedorf-Hohenroth nach Hachenburg führt.
- Die nächste Autobahnanschlussstelle ist Haiger/Burbach an der A 45 Dortmund–Hanau, etwa 14 Kilometer entfernt.
- Die nächsten Bahnhöfe sind Burbach (Kr Siegen) an der Bahnstrecke Betzdorf–Haiger, Daaden an der Daadetalbahn Betzdorf–Daaden sowie Unnau-Korb und Nistertal-Bad Marienberg an der Oberwesterwaldbahn Au–Limburg.
- Die nächstgelegenen ICE-Halte sind der Bahnhof Montabaur sowie der Bahnhof Limburg Süd an der Schnellfahrstrecke Köln–Rhein/Main.